# Xanthorhoe procne
Xanthorhoe procne là một loài bướm đêm trong họ Geometridae.